# 埃托
埃托（法語：Etaux，亦作，法語發音：[eto]）是法国上萨瓦省的一个市镇，属于博讷维尔区。

## 地理
埃托（46°3'56"N, 6°17'38"E）面积13.69 平方千米，位于法国奥弗涅-罗讷-阿尔卑斯大区上萨瓦省，该省份为法国东部省份，历史上为薩伏依的一部分，北与瑞士接壤，西接安省，南至萨瓦省，东与瑞士和意大利接壤。
与埃托接壤的市镇（或旧市镇、城区）包括：拉沙佩勒朗博、科尔尼耶、佩尔-瑞西、福龙河畔拉罗什、菲利耶尔。

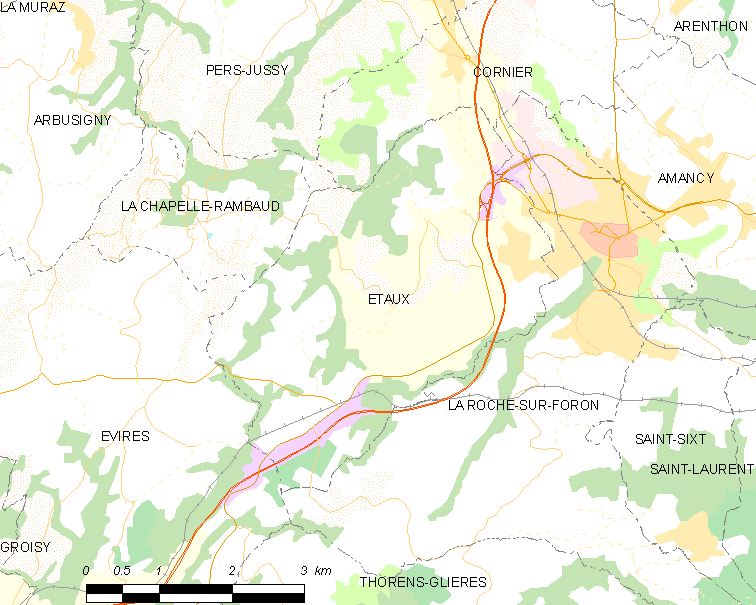
埃托的OSM定位图

埃托的时区为UTC+01:00、UTC+02:00（夏令时）。

## 行政
埃托的邮政编码为74800，INSEE市镇编码为74116。

## 政治
埃托所属的省级选区为福龙河畔拉罗什县。

## 人口

1962-2008年间埃托人口变化图示

埃托于2022年1月1日时的人口数量为2109人。